# 王宇景
王宇景（1981年2月24日—），中国足球运动员，司职中场，现效力于中超球队河南建业。